# Golden State Warriors 1998-1999
La stagione 1998-99 dei Golden State Warriors fu la 50ª nella NBA per la franchigia.
I Golden State Warriors arrivarono sesti nella Pacific Division della Western Conference con un record di 21-29, non qualificandosi per i play-off.

## Risultati
| Squadra                | V  | P  | PCT  | GB |
| ---------------------- | -- | -- | ---- | -- |
| Portland Trail Blazers | 35 | 15 | 70,0 | -  |
| Los Angeles Lakers     | 31 | 19 | 62,0 | 4  |
| Sacramento Kings       | 27 | 23 | 54,0 | 8  |
| Phoenix Suns           | 27 | 23 | 54,0 | 8  |
| Seattle SuperSonics    | 25 | 25 | 50,0 | 10 |
| Golden State Warriors  | 21 | 29 | 42,0 | 14 |
| Los Angeles Clippers   | 9  | 41 | 18,0 | 26 |

## Roster
| N° | Naz.                   | Ruolo | Sportivo         | Anno | Alt. | Peso \|\| |
| -- | ---------------------- | ----- | ---------------- | ---- | ---- | --------- |
| 00 | Stati Uniti (bandiera) | G     | Tony Delk        | 1974 | 185  | 86        |
| 1  | Stati Uniti (bandiera) | G     | Muggsy Bogues    | 1965 | 160  | 62        |
| 3  | Stati Uniti (bandiera) | A     | Donyell Marshall | 1973 | 206  | 99        |
| 7  | Stati Uniti (bandiera) | A     | Antawn Jamison   | 1976 | 203  | 101       |
| 9  | Stati Uniti (bandiera) | G     | John Starks      | 1965 | 191  | 82        |
| 12 | Stati Uniti (bandiera) | G     | Bimbo Coles      | 1968 | 185  | 82        |
| 21 | Stati Uniti (bandiera) | A     | Jason Caffey     | 1973 | 203  | 116       |
| 25 | Stati Uniti (bandiera) | C     | Erick Dampier    | 1975 | 211  | 120       |
| 31 | Stati Uniti (bandiera) | C     | Adonal Foyle     | 1975 | 208  | 113       |
| 33 | Stati Uniti (bandiera) | GA    | Duane Ferrell    | 1965 | 201  | 95        |
| 34 | Stati Uniti (bandiera) | A     | Chris Mills      | 1970 | 198  | 98        |
| 35 | Stati Uniti (bandiera) | A     | Terry Cummings   | 1961 | 206  | 100       |
| 50 | Stati Uniti (bandiera) | C     | Felton Spencer   | 1968 | 213  | 120       |

## Staff tecnico
- Allenatore: P.J. Carlesimo
- Vice-allenatori: Paul Westhead, Rod Higgins, Bob Staak
- Preparatore atletico: Tom Abdenour
- Preparatore fisico: Mark Grabow